# Barcelona Open Banco Sabadell 2010
Barcelona Open Banco Sabadell 2010 — тенісний турнір, що проходив на ґрунтових кортах у місті Барселона, Іспанія з 19 квітня . Належав до категорії ATP 500, був турніром серії Відкритий чемпіонат Барселони з тенісу 2010 року.

## Фінальна частина

### Одиночний розряд
Фернандо Вердаско —  Робін Содерлінг 6–3, 4–6, 6–3

### Парний розряд
Деніел Нестор /  Ненад Зімоньїч —  Ллейтон Г'юїтт /  Марк Ноулз (тенісист) 4–6, 6–3, [10–6]